# Marc Plantegenest
Marc Plantegenest, né le 11 juin 1943 à Saint-Pierre (Saint-Pierre-et-Miquelon), est un homme politique français.

## Biographie
Il est maire de Saint-Pierre (1998-2001), député de l'archipel (1978-1981) et président du Conseil général (1983-1994).
Marc Plantegenest a parrainé la candidature de Valéry Giscard d'Estaing à l'élection présidentielle de 1981.

## Détail des fonctions et des mandats
- 19 mars 1978 - 22 mai 1981 : Député de Saint-Pierre-et-Miquelon
- 20 septembre 1981 - 1er octobre 1986 : Sénateur de Saint-Pierre-et-Miquelon
- 8 décembre 1998 - 18 mars 2001 : Maire de Saint-Pierre